# Груаро
Груаро, Ґруаро (італ. Gruaro, вен. Gruaro) — муніципалітет в Італії, у регіоні Венето, метрополійне місто Венеція.
Груаро розташоване на відстані близько 440 км на північ від Рима, 60 км на північний схід від Венеції.
Населення — 2816 осіб (2014).

## Демографія
Населення за роками:

Станом на 1 січня 2023 року в муніципалітеті офіційно проживало 138 іноземців з 34 країн, серед них 53 громадяни країн Євросоюзу та 7 громадян України.

## Сусідні муніципалітети
- Чинто-Каомаджоре
- Кордовадо
- Портогруаро
- Сесто-аль-Регена
- Тельйо-Венето